# 쿠란 번역

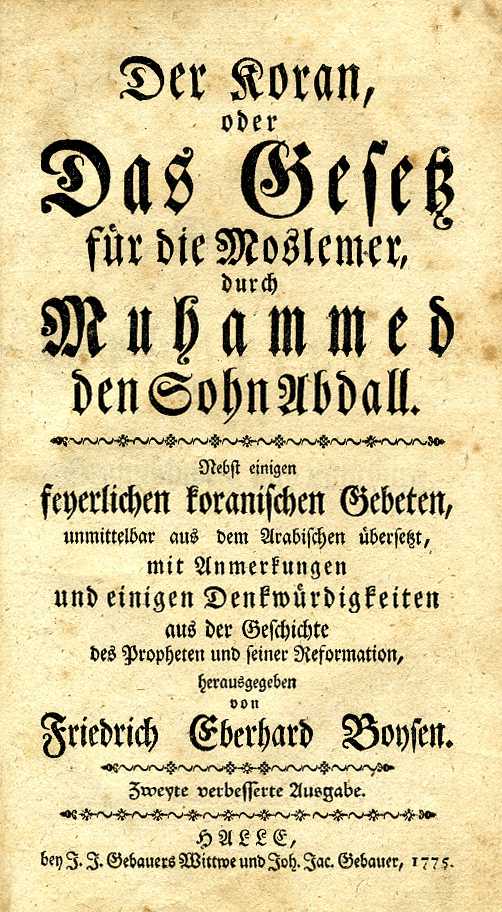
1775년에 출판된 독일어 쿠란 번역본의 표지

쿠란은 아랍어에서 대부분의 주요 아프리카어, 아시아어, 유럽어로 번역되었다.
쿠란 번역본에는 번역가의 교육, 지역, 이슬람 종파, 그리고 종교적 이데올로기를 반영하는 왜곡이 종종 포함된다.
왜곡은 쿠란과 관련된 무슬림 신앙과 관행의 여러 측면에서 나타날 수 있다.

## 이슬람 신학
쿠란을 아랍어에서 다른 언어로 번역하는 것은 이슬람 신학에서 항상 어려운 문제였다. 무슬림은 쿠란을 기적적이고 흉내 낼 수 없는 (이으자즈 알-쿠란) 것으로 숭배하기 때문에, 쿠란의 본문이 진정한 언어나 서면 형식에서 분리되어서는 안 된다고 주장한다. 적어도 아랍어 본문을 함께 두지 않고서는 말이다.
이슬람 신학에 따르면, 쿠란은 특별히 아랍어로 된 계시이므로, 쿠란 아랍어로만 낭송되어야 한다. 다른 언어로의 번역은 인간의 작업이므로, 무슬림에 따르면, 아랍어 원본의 독특하게 신성한 특성을 더 이상 지니지 않는다. 이러한 번역은 의미를 미묘하게 변경하기 때문에 종종 "해석" 또는 "의미의 번역"(여기서 "의미"는 다양한 구절의 의미와 각 단어가 단독으로 가질 수 있는 여러 가능한 의미 사이에서 모호하며, 후자의 함의는 소위 번역이 단지 하나의 가능한 해석일 뿐 원본과 완전히 동등하다고 주장되지 않는다는 인정을 의미한다)이라고 불린다. 예를 들어, 마르마두크 피크탈은 자신의 번역본을 단순히 쿠란이 아닌 영광스러운 쿠란의 의미라고 불렀다.
쿠란 번역 작업은 쉽지 않다. 일부 아랍어 원어민들은 쿠란의 일부 구절들이 원본 아랍어 스크립트에서도 이해하기 어렵다고 주장한다. 이는 모든 번역의 본질적인 어려움의 일부이다. 다른 언어와 마찬가지로 아랍어에서도 단어 하나가 여러 의미를 가질 수 있다. 텍스트를 이해하고 번역하는 데는 항상 인간의 판단이 개입된다. 이 요인은 고전 아랍어와 현대 아랍어 사이에서 단어 사용이 크게 변화했다는 사실로 인해 더욱 복잡해진다. 결과적으로, 현대 어휘와 사용법에 익숙한 아랍어 원어민에게는 완벽하게 명확해 보이는 쿠란 구절이라도 원래 의미는 분명하지 않을 수 있다.
쿠란 구절의 원래 의미는 또한 예언자 무함마드의 삶과 그것이 유래된 초기 공동체의 역사적 상황에 따라 달라질 것이다. 그러한 맥락을 조사하는 것은 일반적으로 하디스와 시라에 대한 상세한 지식을 필요로 하는데, 이들 자체도 방대하고 복잡한 텍스트이다. 이것은 어떤 언어적 번역 규칙으로도 제거할 수 없는 추가적인 불확실성을 도입한다.

## 역사
쿠란의 첫 번째 번역은 7세기 초 살만 알 파르시가 수라 (쿠란) 알파티하를 팔라비어로 번역하면서 이루어졌다. 하디스에 포함된 이슬람 전통에 따르면, 에티오피아 제국의 느구스와 비잔틴 제국의 이라클리오스 황제는 무함마드로부터 쿠란 구절을 담은 편지를 받았다. 그러나 무함마드 생전에는 쿠란의 어떤 구절도 이러한 언어나 다른 언어로 번역되지 않았다.
두 번째로 알려진 번역은 그리스어로, 콘스탄티노폴리스 출신의 학자 니케타스 비잔티오스가 855년에서 870년 사이에 쓴 그의 '쿠란 반박'에서 사용되었다. 그러나 누가 어떤 목적으로 이 번역을 했는지에 대해서는 알려진 바가 없다. 완전한 번역이었다고 전해진다.
쿠란의 첫 번째 완전하고 공증된 번역은 10세기에서 12세기 사이에 고전 페르시아어로 이루어졌다. 사만 토후국의 황제 만수르 1세(961–976)는 호라산 출신의 학자 그룹에게 원래 아랍어였던 타프시르 알-타바리를 페르시아어로 번역하도록 명령했다. 나중에 11세기에는 콰자 압둘라 안사리의 학생 중 한 명이 쿠란의 완전한 타프시르를 페르시아어로 썼다. 12세기에는 나즘 알-딘 우마르 알-나사피가 쿠란을 페르시아어로 번역했다. 이 세 권의 책의 필사본은 남아 있으며 여러 번 출판되었다.
1936년에는 102개 언어로 번역된 것이 알려져 있었다.

### 유럽 언어

#### 라틴어

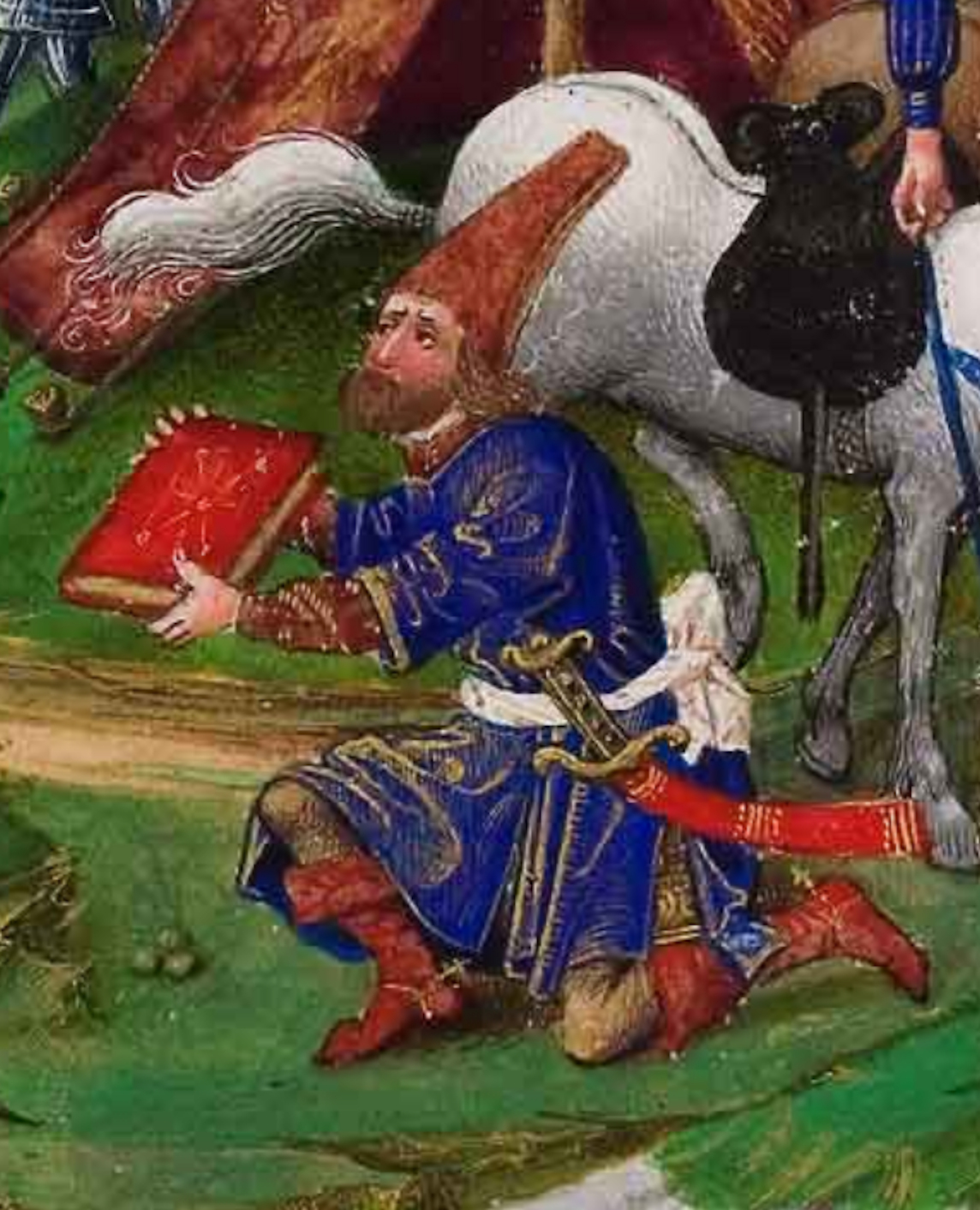
베르트랑동 드 라 브로키에르가 필리프 2세 드 부르고뉴 공작에게 라틴어 번역본 쿠란을 바치는 모습 (세부). 프랑스 국립도서관 소장 MS fr. 9087, 1455년 릴에서 제작된 장 르 타베르니에의 삽화 (152v엽).

로베르 드 케튼은 1143년 클뤼니 수도원의 피에르 르 베네라블 원장의 지시로 마호메트라는 가짜 예언자의 법(Lex Mahumet pseudoprophete)이라는 제목의 쿠란 라틴어 번역본을 최초로 제작했다. 이 번역본은 현재 파리의 비블리오테크 드 라르스날에 소장되어 있다. 케테넨시스의 작품은 1543년에 테오도르 비블리안데르에 의해 바젤에서 세 판으로 재출판되었다. 모든 판에는 마르틴 루터의 서문이 포함되어 있었다. 이후 많은 유럽어 쿠란 번역본은 쿠란을 아랍어에서 직접 번역하기보다는 케테넨시스의 라틴어 버전을 자국어로 번역한 것에 불과했다.
13세기 초, 마르크 드 톨레도는 라틴어로 된 또 다른, 더 문자적인 번역본을 만들었으며, 이는 여러 필사본으로 남아있다. 15세기에는 후안 드 세고비아가 무데하르 작가인 이사 드 세고비아와 협력하여 또 다른 번역본을 제작했다. 서문만 남아있다. 16세기에는 후안 가브리엘 테롤렌시스가 카르데날 에귀다 다 비테르보를 도와 또 다른 라틴어 번역을 했다. 17세기 초에는 키릴로스 루카리스에게 귀속되는 또 다른 번역본이 만들어졌다.
1518년, 기독교로 개종한 무슬림인 후안 가브리엘 데 테루엘 (구 알리 알라이자르)은 질 드 비테르보를 위해 쿠란의 라틴어 번역본을 준비했는데, 질 드 비테르보는 무슬림을 기독교로 개종시킬 목적으로 번역을 의뢰했다. 질 드 비테르보의 대자이자 무슬림 개종자인 레오 아프리카누스는 1525년에 이 번역본을 수정했다. 현존하는 번역본 필사본으로는 캠브리지 MS Mm. v. 26 (C)과 밀라노 MS D 100 inf. (M)이 있다. MS D 100 Inf는 스코틀랜드 학자 데이비드 콜빌이 1621년 스페인의 엘에스코리알 도서관에 있는 필사본을 복사한 것이다. 콜빌은 나중에 이 필사본을 밀라노로 가져왔다. 오늘날 이 필사본은 암브로시아나 도서관에 보관되어 있다.
1622년, 제노바 예수회 사제 이그나치오 로멜리니(Ignazio Lomellini, 1560–1645)는 잘 알려지지 않은 Animadversiones, Notae ac Disputationes in Pestilentem Alcoranum(MS A-IV-4)에서 쿠란을 라틴어로 번역했다. 이 1622년 필사본은 완전한 아랍어 원문이 포함된 유럽어 쿠란 번역본 중 가장 오래된 현존 사례이다.
사피엔차 로마 대학교의 아랍어 교사이자 교황 인노첸시오 11세의 고해성사관이었던 루이스 마라치(1612–1700)는 1698년 파도바에서 아랍어 판과 두 번째 라틴어 번역본을 발행했다. 그의 판본에는 라틴어 번역, 이해를 돕는 주석, 그리고 당시의 논쟁적인 분위기가 스며든 "쿠란 반박"이라는 제목의 에세이가 포함되어 있으며, 여기서 마라치는 당시 가톨릭의 관점에서 이슬람을 반박한다. 반박의 반이슬람적 경향에도 불구하고, 마라치의 번역은 정확하고 적절하게 주석이 달려 있으며, 많은 이슬람 자료를 인용한다.
마라치의 번역본 또한 다른 유럽어 번역본(프랑스의 사보리, 독일의 네레테르)의 원본이 되었다. 이 후기 번역본들은 상당히 부정확했으며, 심지어 일부는 히즈라력 1165년에 메카에서 출판되었다고 주장하기도 했다.

#### 현대어
현대 유럽 언어로의 첫 번역은 개종자 후안 안드레스에 의해 카스티야 스페인어 또는 아라곤어로 이루어졌지만 (그는 자신의 Confusión o Confutación de la secta mahomética y del alcorán에서 그렇게 주장하지만), 이 번역본은 유실되었다. 카스티야어 쿠란 구절 몇십 개는 《Confusión》 자체 내에서 발견된다. 카탈루냐어로 유실된 번역본도 있었는데, 그 중 하나는 1382년 프란세스크 폰스 사클로타에 의해, 다른 하나는 1384년 페르피냥에서 출판되었다. 또 다른 로망스어 번역은 이탈리아어로 1547년 안드레아 아리바베네에 의해 이루어졌으며, 케테넨시스의 번역본에서 파생되었다. 이탈리아어 번역본은 살로몬 슈바이거의 첫 독일어 번역(1616년 뉘른베르크)에 사용되었으며, 이는 다시 1641년 첫 네덜란드어 번역에 사용되었다.
첫 프랑스어 번역은 1647년, 그리고 다시 1775년에 앙드레 뒤 리에에 의해 출판되었다. 뒤 리에 번역본은 또한 많은 재번역본의 조상이 되었는데, 가장 주목할 만한 것은 알렉산더 로스 (작가)의 1649년 영어 버전이다. 로스의 버전은 여러 다른 번역본의 기반이 되었다: 글라제마케르의 네덜란드어 버전, 랑게의 독일어 버전.

#### 아디게어
- 쿠란의 첫 아디게어 번역은 이스학 마슈바시가 했다. 카바르다어판도 출판되었다. 러시아어에서 번역되었다.

#### 영어

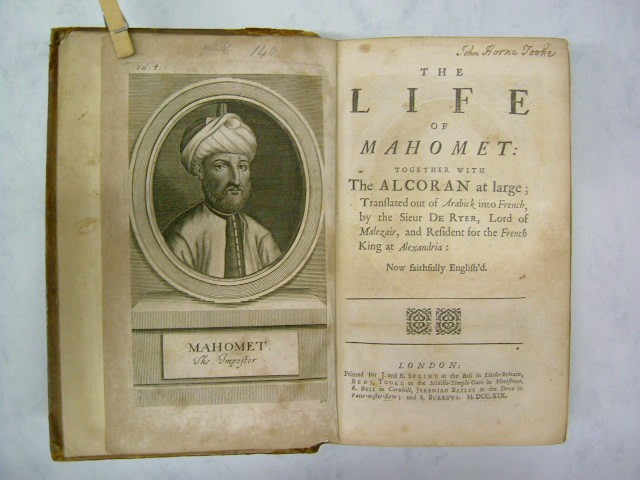
1649년에 처음 출판된 프랑스어 번역본 무함마드 알코란에서 파생된 쿠란의 영어 번역본이 담긴 《무함마드의 삶》에 실린 무함마드의 판화. 1719년판.

유럽어 중 쿠란의 가장 오래된 번역본은 로베르 드 케튼이 1143년 경 클뤼니 수도원의 원장의 요청으로 제작한 라틴어 번역본이다. 이 번역본은 1649년까지 유일한 번역본으로 남아있었다. 이 해에 찰스 1세의 채플린이었던 알렉산더 로스 (작가)가 프랑스어 작품 무함마드 알코란을 앙드레 뒤 리에의 번역본에서 번역하여 최초의 영어 번역본을 내놓았다.
1734년, 조지 세일은 아랍어에서 직접 영어로 쿠란을 최초로 번역했지만, 루카의 하나님의 어머니 성직자회의 루이스 마라치의 바티칸 쿠란에 크게 의존했다. 그 이후 1861년에는 성직자 존 메도스 로드웰, 1880년에는 에드워드 헨리 팔머가 영어 번역본을 내놓았는데, 둘 다 번역 오류와 오역이 여러 곳에서 발견되었다. 이어서 1937년에는 리처드 벨 (아랍학자), 1950년대에는 아서 존 아베리가 번역본을 출판했다.
동벵골(현재 방글라데시) 출신으로 나중에 인도 프라야그라지로 이주한 미르자 아불 파즐(1865–1956)의 쿠란(1910)은 쿠란을 원본 아랍어 텍스트와 함께 영어로 번역하여 제시한 최초의 무슬림이었다. 현대 무슬림 학자들 가운데 아불 파즐은 쿠란의 연대기적 순서 연구에 관심을 가진 선구자였으며, 무슬림 학자들의 주의를 그 중요성에 끌었다.
20세기 초 영어권 무슬림 인구가 증가하면서 쿠란의 무슬림 번역본 세 권이 처음으로 등장했다. 첫 번째는 무함마드 알리 (작가)의 1917년 번역본으로, 아흐마드파 관점에서 작성되었으며, 일부 작은 부분은 대다수 무슬림들에게 비정통적인 것으로 거부되었다. 이어서 1930년에는 이슬람으로 개종한 영국인 마르마두크 피크탈의 더 문자적인 번역본이 나왔다.
그 직후인 1934년에 압둘라 유수프 알리는 방대한 설명 주석(6,000개 이상의 주석으로, 일반적으로 페이지 텍스트의 약 95%를 차지하여 번역 본문을 보완한다)을 포함한 번역본을 출판했다. 이 번역본은 여러 출판사에서 30번 이상 인쇄되었으며, 픽탈 및 사우디 정부가 후원하는 고귀한 쿠란 (힐랄리-칸) 번역본과 함께 영어권 무슬림들 사이에서 가장 인기 있는 번역본 중 하나이다.
1950년에서 1980년 사이에 새로운 영어 번역본이 거의 나오지 않으면서, 이 세 가지 무슬림 번역본은 번성하여 21세기까지 생존을 보장하는 명성을 굳혔고, 종종 새로 개정된 업데이트된 판본으로 독자들에게 인기를 얻었다. 동양학자 아서 아베리의 1955년 번역본과 이라크 유대인 출신 N. J. 다우드의 비정통적 번역본은 전후 기간에 출판된 유일한 주요 작품이었다. A. J. 아베리의 해석된 쿠란은 영어 번역의 학술적 기준으로 남아 있으며 학자들에게 널리 사용된다.
칸줄 이만의 영어 번역본은 파리드 울 하크가 번역한 《믿음의 보물》이라고 불린다. 이는 간단하고 이해하기 쉬운 현대 영어로 되어 있다. 모호함을 피하고 더 나은 이해를 제공하며 다른 곳에 있는 유사한 구절을 참조하기 위해 괄호 안에 설명이 제공된다.
사이드 압둘 라티프 (작가)의 1967년 번역본은 일부에게 높이 평가된다. 그는 하이데라바드의 오스마니아 대학교의 영어 교수였다. 그러나 유창함을 위해 정확성을 희생했다는 비판 때문에 오래가지 못했다.
《쿠란의 메시지: 관점에서 제시됨》(1974)은 하시므 아미르 알리가 출판했다. 그는 쿠란을 영어로 번역하고 연대순으로 정리했다. 하시므 아미르-알리(1903- 1987c.)는 데칸고원의 살라르 정 가문, 하이데라바드국 출신이었다. 1938년, 그는 아불 파즐의 영향을 받아 쿠란 연구에 깊은 관심을 가졌으며, 그 안에 담긴 구절들의 연대순의 중요성을 인식하고 있었다.
또 다른 유대인에서 이슬람으로 개종한 무함마드 아사드의 기념비적인 작품 쿠란의 메시지는 1980년에 처음 출판되었다.
아흐메드 알리 (작가) 교수의 《알-쿠란: 현대 번역》(아크라쉬 출판사, 카라치, 1984; 옥스퍼드 대학교 출판부, 델리, 1987 재인쇄; 프린스턴 대학교 출판부, 뉴저지, 1988, 9판 재인쇄 2001). 시카고 대학교의 파즐루르 라흐만 말리크는 "이 번역은 쿠란 언어의 원래 리듬과 운율을 살려낸다. 또한 중요한 개념들의 더 세련되고 차별화된 뉘앙스를 제공한다는 점에서 전통적인 번역과 다르다"고 썼다. 뉴욕 대학교의 프랜시스 에드워드 피터스에 따르면, "아흐메드 알리의 작품은 명확하고 직접적이며 우아하다. 이는 쿠란 번역에서 드물게 발견되는 문체적 미덕의 조합이다. 내가 읽은 것 중 최고이다."
1980년대 초, 1973년 석유 파동, 이란 혁명, 네이션 오브 이슬람 그리고 냉전으로 인해 유럽과 북미로 유입된 새로운 무슬림 이민자 물결은 서유럽과 북미에서 처음으로 이슬람을 대중의 관심사로 끌어올렸다. 이는 서구 출판사들이 쿠란 영어 번역본에 대한 새로운 수요를 활용하려 하면서 번역본의 물결을 초래했다. 옥스퍼드 대학교 출판부와 펭귄 북스 모두 이 시기에 판본을 출시했으며, 사우디 정부도 자체적으로 재구성한 유수프 알리 원본 번역본을 내놓았다. 캐나다인 무슬림 교수 T. B. 어빙의 '현대 영어' 번역본(1985)은 당시 주요 무슬림 노력의 산물이었다.
《쿠란: 마지막 성약》 (이슬람 프로덕션, 투손, 애리조나, 1989)은 라샤드 칼리파(رشاد خليفة; 1935년 11월 19일 – 1990년 1월 31일)가 출판했다. 칼리파는 자신이 이슬람의 예언자이며, 대천사 가브리엘이 쿠란 36장 3절이 '특히' 자신을 지칭한다고 '가장 단호하게' 말했다고 썼다. 그는 추종자들에게 언약의 신의 사자로 불린다. 그는 쿠란이 19를 기반으로 한 수학적 구조를 포함하고 있다고 썼다. 그는 쿠란 9장의 마지막 두 구절이 정경적이지 않으며, 추종자들에게 이를 거부하라고 논쟁적인 주장을 했다. 그는 이 구절들이 19를 기반으로 한 완벽한 패턴을 방해하며, 무함마드 숭배를 지지하는 것처럼 보여 불경스럽다고 추론했다. 칼리파의 연구는 서양에서 거의 주목받지 못했다. 1980년에 마틴 가드너는 사이언티픽 아메리칸에서 이를 언급했다. 가드너는 나중에 칼리파와 그의 연구에 대해 더 광범위하고 비판적인 리뷰를 썼다.
1990년대의 도래는 서유럽과 북미에 잘 정착한 광범위한 영어권 무슬림 인구의 현상을 가져왔다. 그 결과, 그에 따른 수요를 충족시키기 위해 몇몇 주요 무슬림 번역본이 등장했다. 그 중 하나는 1990년에 출판되었는데, 쿠란을 영어로 번역한 최초의 여성인 아마툴 라흐만 오마르가 남편 압둘 만난 오마르와 함께 번역했다. 1991년에는 방글라데시 다카 출신의 무함마드 칼릴루르 라흐만(1906–1988)이 《영원한 쿠란의 나팔 소리》라는 제목으로 영어 번역본을 내놓았다. 그는 인도 서벵골주 버드완 출신의 샴술 울라마 몰라나 무함마드 이샤케의 장남으로, 전 다카 대학교 강사였다.
1996년 사우디 정부는 새로운 번역본인 "고귀한 쿠란 (힐랄리-칸)"을 지원했으며, 이 번역본은 사우디 정부에 의해 전 세계에 무료로 배포되었다. 이 번역본은 특정한 해석에 치우쳐 있다는 비판을 받았다.
사히 국제 쿠란 번역본은 1997년 사우디아라비아에서 세 명의 여성 개종자에 의해 출판되었다. 이는 여전히 매우 인기가 많다.
1999년, 압달하크와 미국인 아이샤 뷸리가 번역한 《고귀한 꾸란 – 영어로 그 의미의 새로운 번역》이라는 제목의 쿠란의 새로운 영어 번역본이 북워크에서 출판되었으며, 개정판은 2005년과 2011년에 출판되었다.
2000년에는 튀르키예의 수니파 학자 네 명으로 구성된 위원회가 장엄한 쿠란: 그 의미의 영어 번역을 출판했다. 이들은 작업을 다음과 같이 나누었다: 누레틴 우주놀루는 수라 (쿠란) (장) 1장부터 8장까지를 번역했고, 테브픽 뤼슈튀 토푸졸루는 9장부터 20장까지, 알리 외제크는 21장부터 39장까지, 메흐메트 막수토글루는 40장부터 114장까지를 번역했다. 이 번역본은 광범위한 주석과 설명을 현대 표준 영어로 제공하여 이전 번역본보다 이해하기 쉽게 만들었다.
페르시아어 및 영어 쿠란(이중 언어판, 2001)은 이란의 시인이자 작가인 타헤레 사파르자데의 영어 번역을 담고 있다. 이는 아마툴 라흐만 오마르와 아이샤 뷸리에 이어 여성에 의한 세 번째 쿠란 영어 번역이자 최초의 쿠란 이중 언어 번역이었다.
2003년, 8권으로 된 마아리풀 쿠란의 영어 번역이 완료되었고, 그에 사용된 쿠란 번역은 타키 우스마니가 그의 형제 왈리 라지 우스마니, 그리고 그의 스승들인 하산 아스카리와 무함마드 샤밈 교수와 협력하여 새로 번역되었다.
2004년, 무함마드 압델-할림의 새로운 쿠란 번역본도 출판되었으며, 개정판은 2005년과 2008년에 출판되었다.
2006년에는 알리 위날의 《현대 영어로 주석이 달린 쿠란 해석》이 출판되었다. 이 작품은 번역이라기보다는 간략화된 타프시르 (쿠란 주석)에 가깝다. 그는 현대 영어를 사용하며, 필요할 때 번역문 중간에 괄호 안에 짧은 주석을 추가한다.
2007년에는 에디프 육셀, 라잇 살레 알-샤이반, 마르타 슐테-나페의 《쿠란: 개혁주의적 번역》이 출판되었다.
2007년, 타키 우스마니의 《명료한 주석이 달린 고귀한 쿠란의 의미》가 출판되었다. 처음에는 2권으로 출판되었고, 나중에는 단권으로 출판되었다. 그는 또한 쿠란을 쉬운 우르두어로 번역하여 이중 언어로 쿠란을 번역한 사람이 되었다.
2007년 랄레 바흐티아르의 《숭고한 쿠란》이 출판되었다. 이는 미국 여성에 의한 두 번째 쿠란 번역이다.
2008년, 타리프 칼리디는 펭귄 클래식과 바이킹 프레스를 위해 《쿠란: 새로운 번역》을 완성했다. 이 책에는 주석이 포함되어 있지 않아 독자들이 초기 무슬림들이 쿠란을 어떻게 읽고 들었을지 느낄 수 있도록 했다. 이 책은 펭귄 클래식의 이전 N. J. 다우드 번역본을 대체하는 역할을 하지만, 다우드 번역본은 여전히 인쇄되고 있다.
2009년에 와히두딘 칸은 쿠란을 영어로 번역하여 굿워드 북스에서 《쿠란: 아랍어 원문과 함께 번역 및 주석》이라는 제목으로 출판했다. 이 번역은 간단하고 현대적인 영어로 되어 있어 이해하기 가장 쉬운 것으로 평가된다. 이 번역본의 영어 텍스트만 포함된 주머니 크기 버전은 다와 작업의 일환으로 널리 배포된다.
토마스 맥엘웨인이 2010년에 영어로 번역한 쿠란 전체의 운율 있는 운문판에는 하드백 제목인 《사랑하는 이와 나, 5권》과 페이퍼백 제목인 《사랑하는 이와 나: 쿠란에 대한 묵상》으로 운율 있는 주석이 포함되어 있다.
2015년, 알아즈하르 대학교의 무스타파 캇타브는 학자, 편집자, 교정자 팀과의 3년간의 협업 끝에 《명확한 쿠란: 주제별 영어 번역》을 완성했다. 명료성, 정확성, 유려함으로 잘 알려진 이 작품은 캐나다에서 이루어진 최초의 영어 번역으로 여겨진다.
튀르키예 학자 학크 이을마즈는 아랍어 단어의 어근 의미를 통해 쿠란을 연구하여 《테비인-울 쿠란》이라는 연구를 출판했으며, 계시 순서에 따른 장별 해석을 튀르키예어로 출판했다. 그의 작품은 영어로 번역되었다.
2018년, 무샤라프 후세인은 《장엄한 쿠란: 쉬운 영어 번역》을 출판했는데, 이는 독자들이 읽는 주제를 이해하고 쿠란의 감동적이고 변화적인 메시지를 배울 수 있도록 돕는 독자 친화적인 쿠란 번역본이다. 제목이 있는 1500개의 섹션으로 구성되어 있다. 이집트 파트와 연구소의 승인을 받았다.
2019년에 타히르 마흐무드 키아니는 《쉬운 쿠란》을 출판했다. 이 번역본은 12세 독자를 대상으로 했지만, 6세의 어린 독자들도 이해할 수 있었다.
2021년, 탈랄 이타니는 《영어로 된 쿠란: 매우 쉽게 읽을 수 있다. 9세에서 99세까지. 어린이와 성인을 위한 쿠란 번역》을 출판했다.
2022년, 누 하 밈 켈러는 《쿠란을 보라》를 출판했다. 15년 동안 스승과 함께 두 차례의 통합 연구 독서를 바탕으로 한 이 번역은 한 평론가에 의해 "쿠란의 첫 번째 신뢰할 수 있는 완전한 영어 번역"으로 묘사되었다.
2023년, 탈랄 이타니와 인공지능의 협력을 통해 새로운 쿠란 번역본이 제작되었다. 이 번역본은 가독성과 언어적 정확성의 균형을 맞추려는 시도로 주목받는다. 어린이와 성인뿐만 아니라 무슬림과 비무슬림을 포함한 다양한 독자들이 접근할 수 있도록 하는 것을 목표로 한다. 이 번역은 비종파적 접근 방식을 추구하며 문법적 정확성을 강조한다. 쿠란 연구 학자인 이타니와 머신러닝 알고리즘 간의 협력은 쿠란 번역 분야에서 혁신적인 접근 방식을 나타낸다.
2023년 10월, 자파룰 이슬람 칸의 새로운 쿠란 번역본이 출판되었다. 뉴델리에 본사를 둔 이슬람 및 아랍 연구소에 따르면, "이것은 무슬림 성서의 매우 간단하고 명확한 영어 번역이다. 준비 과정에서 가장 신뢰할 수 있는 아랍어 자료만 사용되었으며, 초기 무슬림 학자 및 성 쿠란 주석가들이 이해했던 그대로 쿠란과 이슬람을 제시하기 위해 최선을 다했다."

#### 프랑스어

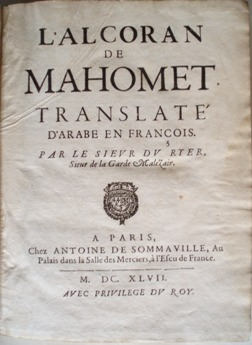

무함마드 알코란 / 아랍어에서 프랑스어로 시외르 뒤 리에, 라 가르드 말레제르 시외르 번역본, 1647, 1649, 1672, 1683, 1719, 1734, 1770, 1775년, 앙드레 뒤 리에 번역본은 최초의 프랑스어 번역본이었다. 이어서 두 세기 후 파리에서 1840년 알베르트 카지미르스키 드 비베르슈타인의 번역본이 나왔는데, 그는 프랑스 페르시아 사절단의 통역사였다. 그 후 20세기 중반에 프랑스 동양학자 레지스 블라셰르에 의해 새로운 번역본이 나왔고, 몇 년 후 1959년에는 무슬림에 의해 원본 아랍어에서 프랑스어로 최초로 번역된 작품이 나왔다. 무함마드 하미둘라의 이 작품은 비록 비평가들이 아랍어 원본의 정신이 다소 상실되었다고 불평할 수 있지만, 모든 번역본 중에서 언어적으로 가장 정확한 것으로 간주되어 파리와 레바논에서 계속 재인쇄 및 출판되고 있다.

#### 현대 그리스어
최초의 현대 그리스어 번역은 요르요스 1세의 왕실 승인을 받은 후 게라시모스 펜타키스가 1886년에 했다. 두 번째 판은 1928년에 출판되었다. 다른 세 판은 1958년, 1980년, 2002년에 출판되었으며, 가장 최근의 번역은 페르사 코우모우치에 의해 이루어졌다. 온라인 번역도 있다. 그리스어로는 이 글에서 앞서 언급된 9세기 니케타스 비잔티오스의 번역본도 있다.

#### 러시아어
1716년, 표트르 포스틴코프는 앙드레 뒤 리에의 프랑스어 번역을 기반으로 한 쿠란의 첫 러시아어 번역본을 출판했다. 고르디 사블루코프는 1873년에 원본 아랍어 텍스트에서 쿠란의 첫 러시아어 번역본을 출판했다. 러시아어로는 거의 20개의 번역본이 출판되었다.

#### 스페인어
현대 스페인어로 된 쿠란의 완역본 네 권이 흔히 구할 수 있다.
- 훌리오 코르테스의 번역본 '엘 코란'은 뉴욕에 본사를 둔 타흐리케 타르실 쿠란 출판사에서 출판되어 북미에서 널리 구할 수 있다.
- 아흐메드 압부드와 라파엘 카스테야노스, 아르헨티나 출신으로 이슬람으로 개종한 두 사람은 '엘 사그라도 코란' (엘 닐로, 부에노스아이레스, 아르헨티나, 1953)을 출판했다.
- 카멜 무스타파 할락의 고급 하드커버 인쇄본 '엘 코란 사그라도'는 메릴랜드에 본사를 둔 아마나 출판사에서 인쇄된다.
- 1979년 이슬람으로 개종한 스페인인 압델 가니 멜라라 나비오의 '트라두시온-코멘타리오 델 노블레 코란'은 원래 다루살람 출판사, 리야드에서 1997년 12월에 출판되었다. 킹 파흐드 인쇄 단지는 오마르 카두라와 이사 아메르 케베도의 편집을 거쳐 이 번역본의 자체 버전을 가지고 있다.

### 아시아 언어

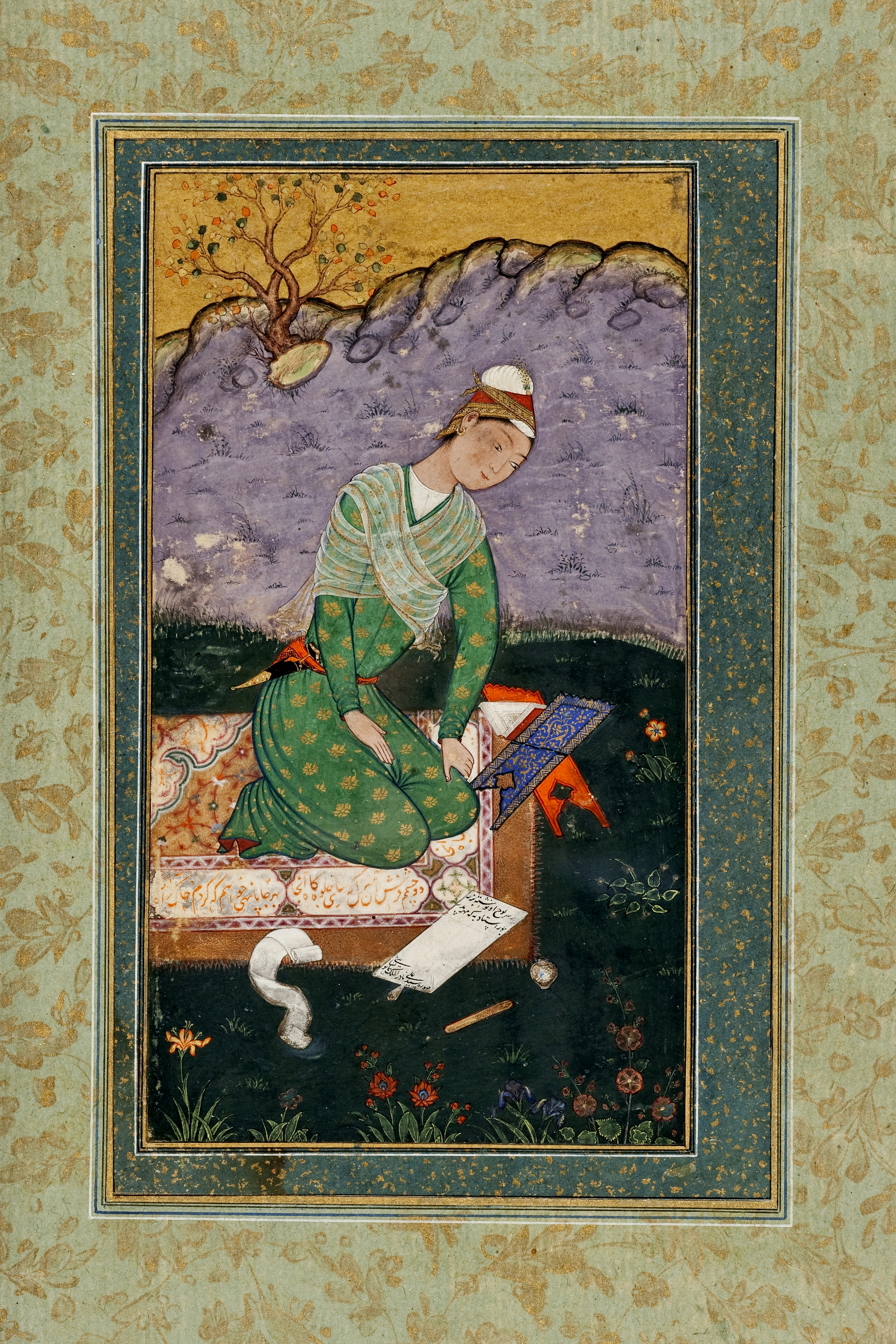
무굴 제국의 황제 샤 자한의 통치 기간에 쿠란에 대한 타프시르를 쓰고 있는 미르 사이이드 알리.

#### 벵골어
1389년, 벵골 문학의 가장 오래된 시인 중 한 명인 샤 무함마드 사기르는 최초로 쿠란의 수라 (쿠란)들을 고대 벵골어로 번역했다. 브라마 사마지 선교사인 기리시 찬드라 센은 1886년 벵골어로 쿠란을 완전하게 번역한 최초의 인물이다. 비록 1808년 아미루딘 바수니아에 의해 불완전한 번역이 이루어졌지만 말이다. 서벵골주 찬디푸르의 아바스 알리는 쿠란 전체를 벵골어로 번역한 최초의 무슬림이었다. 무함마드 나이무딘은 1891년 탕가일구에서 쿠란의 첫 10장을 벵골어로 번역했다.
벵골어로는 많은 번역된 쿠란 주석서들이 출판되어 있다. 모하마드 아크람 칸은 1926년 쿠란 30장을 주석과 함께 번역했다. 1938년에는 무함마드 나키불라 칸이 벵골어 번역본을 출판했다. 무히우딘 칸 또한 마아리프 알-쿠란을 벵골어로 번역한 유명한 방글라데시인이었다.
공학 중령 M. 알라웃딘이 번역한 《쇼호지 방글라 쿠란》(সহজ বাংলা কুরআন)은 다카의 모울라 브라더스에서 출판되었으며, 전례 없는 발행 부수와 인기를 기록했다. 이 책은 2023년 10월에 처음 출판되었으며, 불과 1년 만에 16쇄가 출판되었다.

#### 중국어
유수프 마 더신(1794–1874)이 쿠란을 중국어로 처음 번역한 것으로 알려져 있다. 그러나 당나라(618–907) 시대부터 이슬람이 중국에 존재했음에도 불구하고, 중국어 완역본은 1927년에야 처음 등장했다. 왕 징자이는 쿠란을 번역한 최초의 중국인 무슬림 중 한 명이었다. 그의 번역본인 《굴란징 이지》는 1927년 또는 1932년에 출판되었고, 새로운 개정판은 1943년과 1946년에 발행되었다. 비무슬림인 리 톄정의 번역본은 원본 아랍어에서 번역된 것이 아니라, 존 메도스 로드웰의 영어 번역본을 통해 사카모토 켄이치의 일본어 번역본에서 번역되었다. 두 번째 비무슬림 번역본은 1931년 지 주에미에 의해 편집되어 출판되었다. 다른 번역본은 1943년 류 진뱌오, 1947년 양 종밍에 의해 출판되었다. 오늘날 가장 인기 있는 버전은 무함마드 마 지안이 번역한 《굴란징》으로, 1949년에서 1951년 사이에 일부가 출판되었고, 완역본은 1981년에 사후에 출판되었다.
무슬림 중국계 미국인인 퉁 다오장은 1989년에 《굴란징》이라는 제목의 현대적인 번역본을 제작했다. 가장 최근의 번역본은 1996년 타이베이에서 출판된 《칭전 시리우 – 굴란징 신이》로, 선 샤쥔이 번역했지만 무슬림들에게는 인기를 얻지 못했다.
가장 최근의 번역본인 古兰经暨 中文译注는 유누스 챠오 시엔 마에 의해 2016년 타이베이에서 번역 및 출판되었다 ISBN 978-957-43-3984-6.

#### 구자라트어
이맘 아흐메드 라자 칸은 1911년 칸줄 이만이라는 첫 구자라트어 쿠란을 샤 압둘 카디르 데흘비의 우르두어 번역을 바탕으로 번역했다. 1930년 아흐메드바이 술라이만 주마니가 쿠란 마지드 구자라트어 타르주마 사테를 출판했다.

#### 히브리어
오즈 요나와 그의 직원들이 쿠란을 히브리어로 번역한 것은 2019년에 Goodword books에 의해 출판되었다.

#### 우르두어
첫 번째 현대 우르두어 번역본인 《모우제 이 쿠란》은 샤 왈리울라의 아들인 샤 압둘 카디르가 1826년에 만들었다.LITERARY NOTES: A linguistic perspective on Urdu translations of Quran 힌디어와 우르두어로 된 쿠란 번역본은 이맘 아흐메드 라자 칸이 1911년에 칸줄 이만이라는 이름으로 번역했다. 우르두어로 된 쿠란의 진정한 번역본 중 하나는 아불 알라 마우두디가 번역했으며 타프힘-울-쿠란이라고 명명되었다. 몰라나 아시크 엘라히 메라티도 쿠란을 우르두어로 번역했다. 타프시르 에 메라티는 아시크 일라히 불란샤흐리가 타프시르와 샨 에 나줄과 함께 우르두어로 번역한 유명한 쿠란 번역본이다. 1961년에는 굴람 아흐메드 페르웨즈가 《마프훔-울-쿠란》을 썼다. 1985년, 마울라나 와히두딘 칸은 《타즈키룰 쿠란》이라는 제목의 우르두어 번역 및 주석을 썼다. 그는 또한 쿠란을 힌디어로도 번역했다. 아르샤드 마다니와 프로 술라이만은 1991년에 힌디어 쿠란인 《쿠란 샤리프: 아누바드 아우르 바크야》를 번역했다. 이르판-울-쿠란은 무함마드 타히르-울-카드히리의 우르두어 번역본이다.
압둘라가 2014년에 쓴 《무탈라에 쿠란》은 우르두어 번역본이다.

#### 인도네시아어족 언어
쿠란은 또한 세계에서 가장 인구가 많은 이슬람 국가인 인도네시아의 아체어, 부기어, 고론탈로어, 자와어, 순다어, 그리고 인도네시아어로 번역되었다. 아체어 번역은 1995년 마히지딘 유수프가 했고, 부기어는 1982년 다우데 이스마일레와 누 다엥 마놈포가 했고, 고론탈로어는 2008년 룩만 카틸리가 했고, 자와어는 응가르파(1913), 키아이 비시리 무스타파 렘방(1964), K. H. R. 무하마드 아드난이 했고, 순다어는 1965년 A.A. 달란, H. 카마루딘 샬레, 주스 루삼시가 했고, 인도네시아어는 최소 세 가지 버전이 있다: A. Dt. 마조인도, H.M. 카심 베이커리, 이맘 M. 누르 이드리스, A. 하산, 마흐무드 유누스, H.S. 파르후딘, H., 하미디 (모두 1960년대), 모하마드 디포네고로, 바흐티아르 수린 (모두 1970년대), 그리고 인도네시아 종교부 (Departemen Agama Republik Indonesia).

#### 일본어
일본어로의 첫 번역은 사카모토 켄이치가 1920년에 했다. 사카모토는 존 메도스 로드웰의 영어 번역을 바탕으로 작업했다. 다카하시 고로, 분파치로 (아흐마드) 아리가와 야마구치 미즈호는 1938년에 일본의 두 번째 번역을 제작했다. 아랍어에서 직접 번역된 첫 번역은 이즈츠 도시히코가 1945년에 했다. 1950년에는 오카와 슈메이가 또 다른 번역을 발표했다. 더 최근에는 1970년 반 야스나리와 이케다 오사무, 1972년 우마르 미타 료이치가 다른 번역본을 발표했다.
2015년, 일본어 쿠란 일본 만화 각색본이 일본에서 이스트프레스의 만가 데 도쿠하 시리즈의 일환으로 출판되었는데, 이 시리즈는 역사적인 책을 접근하기 쉬운 만화 형식으로 각색하려는 목적을 가지고 있다. 이 버전은 일본 문화적 감성에 맞춰, 현명한 노인 무슬림 남자가 쿠란 낭송 소리에 이끌려 이슬람에 대해 더 배우고 싶어하는 카와이 코드의 진을 모스크에서 만나는 내러티브를 중심으로 구성되어 있다. 두 사람은 쿠란의 이야기가 전개되면서 시간과 공간을 여행한다. 다양한 수라가 전체적으로 포함되어 있다. 이름 없는 주인공은 무함마드가 아니라 책 표지의 남자이다. 무함마드도 등장하여 두 주인공에게 말을 걸지만, 얼굴 없는 망토를 두른 인물로 묘사된다.

#### 말라요-폴리네시아어족 핵어군
윌리엄 셸라비어 (1862–1948)는 말레이시아의 영국인 학자이자 선교사로, 말레이어로 성경을 번역한 후 쿠란 번역을 시작했지만, 1948년에 완성하지 못하고 사망했다.

#### 신드어
아쿤드 아자즈 알라 무탈라위 (우르두어: آخوند أعزاز الله) (신드어: مولانا اعزاز اللہ)는 신드 출신의 무슬림 신학자였다. 아쿤드 아자즈는 아랍어에서 신드어로 쿠란을 번역한 최초의 인물로 여겨진다. 신드 전통에 따르면 최초의 번역은 히즈라력 270년 / 서기 883년에 아랍 학자에 의해 이루어졌다. 나중에 이맘 아불 하산 빈 무함마드 사디크 알-신디 알-마에 의해 신드어로 번역되었다.

#### 타갈로그어
1982년 압둘 락만 H. 브루스는 타갈로그어 번역본인 《앙 바날 나 쿠란》을 제작했다.

#### 타밀어
셰이크 무스타파 (1836년 – 1888년 7월 25일) 베루왈라 스리랑카가 Fathhur-Rahma Fi Tarjimati Tafsir al-Qur'an (쿠란 번역)으로 번역했다.
이후 압둘 하미드 바카비 타밀나두-인디아가 번역했다.

#### 튀르키예어
튀르키예어 또는 튀르크어로 된 가장 초기 쿠란 번역본은 11세기로 거슬러 올라간다. 그의 후기 번역 작업 중 하나는 1363년 호레즘 튀르크어로 쓰여진 사본으로, 이스탄불 술레이마니예 도서관, 헤키모글루 알리 파샤 모스크 2번지에 등록되어 있다. 호레즘 튀르크어로 된 이 번역본은 다른 쿠란 번역본과 마찬가지로 언어 연구에 중요하다. 왜냐하면 번역 대상 텍스트의 신성함은 번역가가 더 신중하게 행동하게 만들 것이며, 텍스트에서 발견되는 오류는 그러한 작품에 포함되지 않을 것이기 때문이다. 게다가 대중이 이해할 수 있도록 종교 용어에 주의를 기울였으며, 그래서 튀르크어 단어가 중요하게 다루어진다. G. Sağol은 해당 번역본에 대해 연구했다.
무함마드 함디 야즈르는 마투리디파 맥락에서 타프시르 (쿠란 주석)를 연구했고, 무스타파 케말 아타튀르크의 명령에 따라 1935년 현대 튀르키예어로 된 첫 번째 쿠란 번역본인 《하크 디니 쿠란 딜리》를 출판했다.

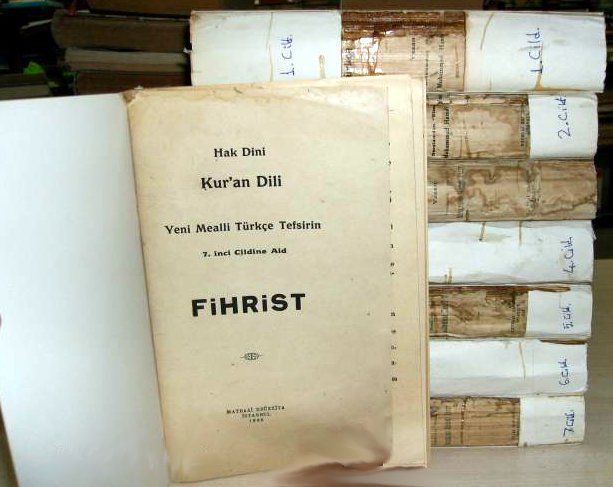
무스타파 케말 아타튀르크의 명령으로 현대 튀르키예어로 번역 및 주석된 쿠란 번역본인 《하크 디니 쿠란 딜리》의 1935년 초판 인쇄본.

1999년에 에디프 육셀의 터키어 쿠란 번역본 MESAJ가 출판되었는데, 이는 그의 저서 《터키어 쿠란 번역의 오류들》(Türkçe Kuran Çevirilerindeki Hatalar)이 출판된 지 약 7년 후였다. 이 번역본은 야샤르 누리 외즈튀르크의 번역본과 유사하게 쿠란주의 번역본으로, 하디스와 종파적 전통 법학을 쿠란 이해의 권위로 간주하지 않는다. 이는 수많은 중요한 단어와 구절의 번역에서 수니파와 시아파 전통과 크게 다르다.
하크 이을마즈는 아랍어 단어의 어근 의미를 통해 쿠란을 연구하여 《테비인-울 쿠란》이라는 연구를 출판했다. 그리고 계시 순서에 따른 장별 해석도 출판했다.

### 아프리카 언어
- 셰이크 무함마드 라샤드 압둘레가 쿠란을 오로모어로 번역했다.
- 셰이크 알리 무신 알-바르와니가 쿠란을 스와힐리어로 번역했다.
- 셰이크 사이드 무사 무함마드 알-킨디가 쿠란을 스와힐리어로 번역했다.[80]
- 셰이크 무하무드 구미가 쿠란을 하우사어로 번역했다.
- 셰이크 아담 압둘라 알-일로리가 쿠란을 요루바어로 번역했다.
- 셰이크 M. 바바 그베토부가 쿠란을 다그반리로 번역했다.[81]

### 에스페란토
샤의 몰락 이후, 이란의 아야톨라 호메이니는 무슬림들에게 에스페란토를 배우라고 촉구했다. 그 직후, 국가에 의해 쿠란의 공식 에스페란토 번역본이 제작되었다.
무즈타르 압바시는 또한 쿠란을 에스페란토로 번역하고, 무함마드의 전기 및 여러 다른 책들을 에스페란토와 우르두어로 썼다.
1970년, 아흐마디야 신도인 이탈로 키우시 교수는 쿠란을 에스페란토로 번역했다.

## 같이 보기
- 쿠란 번역 목록
- 쿠란의 역사
- 문학 번역
- 타프시르

## 추가 문헌
- 무함마드 모하르 알리 (2004). 《쿠란과 동양학자들》. 자미아트 이햐아 민하즈 알-순나 (JIMAS), 입스위치, 영국. ISBN 0954036972.
- Tibawi, A. L. (1962). 《Is the Qur'ān Translatable?》. 《The Muslim World》 52. 4–16쪽. doi:10.1111/j.1478-1913.1962.tb02588.x.
- Pearson, J.D., ‟Bibliography of Translations of the Qur'ān into European Languages", in: A.F.L. Beeston et al. (eds), Arabic Literature to the End of the Umayyad Period (Cambridge: Cambridge University Press, 1983), pp. 502–520.
- Wilson, M. Brett (2009). 《The First Translations of the Qurʾan in Modern Turkey (1924–38)》. 《International Journal of Middle East Studies》 41. 419–35쪽. doi:10.1017/S0020743809091132. S2CID 73683493.
- Bein, Amit (2011). 《Ottoman Ulema, Turkish Republic Agents of Change and Guardians of Tradition》. Stanford University Press. ISBN 978-0-8047-7311-9.
- Fitzpatrick, Coeli; Walker, Adam (2014). 《Muhammad in History, Thought, and Culture An Encyclopedia of the Prophet of God》. Abc-Clio Incorporated. 510–512쪽. ISBN 978-1-61069-177-2.